# Activia (zuivel)
Activia is een yoghurtmerk van de Franse zuivelgigant Danone die onder meer yoghurt en yoghurtdranken op de markt brengt. Activia bevat naast de yoghurtbacteriën Lactobacillus delbrueckii ssp. bulgaricus en Streptococcus salivarius ssp. thermophilus de bacterie Bifidobacterium animalis ssp. animalis DN 173 010. Deze wordt door Danone vanwege marketingdoeleinden Bifidus Actiregularis genoemd.

## Gezondheid
Er wordt door de fabrikant beweerd dat activia bij regelmatige inname een gunstig effect heeft op de spijsvertering. Hiervoor is echter geen wetenschappelijke onderbouwing bekend. Door het bureau risicobeoordeling van de Nederlandse Voedsel- en Warenautoriteit (VWA) is aan de hand van literatuuronderzoek in 2009 vastgesteld dat voedingsmiddelen met probiotica geen risico vormen voor de gezondheid van consumenten.